# Сборная Ангильи по футболу
Сборная Ангильи по футболу (англ. Anguilla national football team) — представляет Ангилью на международных футбольных турнирах и в товарищеских матчах. Управляющая организация — Футбольная ассоциация Ангильи. Является членом ФИФА (с 1996 года), КОНКАКАФ (с 1994 года) и КФС. В рейтинге ФИФА по состоянию на 23 июня 2022 года занимает предпоследнее 210-е место.

## История
Сборная Ангильи является одной из самых слабых сборных мира, в последнее время[какое?] делящая это звание со сборной Сан-Марино (в рейтинге ФИФА они меняются 210 и 211 строчками). Сборная небольшого острова ни разу не отбиралась ни на один из международных турниров — чемпионат мира, Золотой Кубок, Кубок Карибских островов, в 2005 и вовсе снялась с Кубка КОНКАКАФ. Многие домашние матчи команда проводит на нейтральных полях или на территории соперника. Так, например, домашний матч отборочного турнира к чемпионату мира 2010 года против сборной Сальвадора Ангилья проводила в Вашингтоне, а в отборочном турнире к чемпионату мира 2014 года оба матча против сборной Доминиканской Республики проводились в Сан-Кристобале. Это объясняется отсутствием на острове пригодных стадионов и высоким уровнем коррупции в национальной футбольной ассоциации, из-за которого финансовая помощь со стороны ФИФА расходуется на иные цели.
Большинство игроков сборной играют в местном чемпионате, реже — в чемпионатах других стран Америки и карибского бассейна, и только лишь единицы перебираются в Англию, где играют в нижних любительских дивизионах. Кроме того, в Ангильи в целом мало футболистов, которые желают выступать за сборную, из-за чего на игры заявляются только 15—16 футболистов вместо обычных 23.

## Чемпионат мира
- 1930 — 1998 — не принимала участие
- 2002 — 2026 — не прошла квалификацию

## Золотой кубок КОНКАКАФ
- 1991—2002 — не прошла квалификацию
- 2003 — не принимала участия
- 2005 — снялась с соревнований
- 2007 — 2021 — не прошла квалификацию

## Кубок Карибских островов
- 1989 — не принимала участия
- 1990 — чемпионат прерван и не доигран
- 1991 — 1998 — не прошла квалификацию
- 1999 — снялась с соревнований
- 2001 — не прошла квалификацию
- 2005 — снялась с соревнований
- 2007 — 2017 — не прошла квалификацию

## Состав сборной
Следующие игроки были вызваны в состав сборной главным тренером Китом Джеффри для участия в матчах второго раунда отборочного турнира к чемпионату мира 2026 против сборных Суринама (8 июня 2024) и Пуэрто-Рико (11 июня 2024).
Игры и голы приведены по состоянию на 26 марта 2024 года (после матчей со сборной Теркса и Кайкоса):
| № | Позиция | Игрок                    | Дата рождения / возраст   | Матчи | Голы | Клуб                |
| - | ------- | ------------------------ | ------------------------- | ----- | ---- | ------------------- |
|   | Вр      | Джелейни Лоуренс         | 26 августа 1983 (41 год)  | 8     | 0    | Док’с Юнайтед       |
|   | Вр      | Шемор Брауни             | 15 июля 2008 (16 лет)     | 0     | 0    | Спартанс Интернешнл |
|   | Вр      | Мика Брукс               | 30 апреля 2006 (19 лет)   | 0     | 0    | Даймонд             |
|   |         |                          |                           |       |      |                     |
|   | Защ     | Кирон Лейк-Брайан        | 23 октября 2001 (23 года) | 10    | 0    | Спартанс Юс         |
|   | Защ     | Александр Флеминг-Франко | 12 апреля 2005 (20 лет)   | 8     | 0    | Даймонд             |
|   | Защ     | Делейни Фрэнсис          | 24 января 2006 (19 лет)   | 7     | 0    | Апрайзинг           |
|   | Защ     | Николсон Миллингтон      | 3 августа 2008 (16 лет)   | 0     | 0    | Даймонд             |
|   |         |                          |                           |       |      |                     |
|   | ПЗ      | Жермен Хьюз              | 16 ноября 1996 (28 лет)   | 24    | 1    | Кунупия             |
|   | ПЗ      | Стивен Остин             | 27 декабря 1990 (34 года) | 13    | 1    | Док’с Юнайтед       |
|   | ПЗ      | Киан Дункан              | 26 мая 2000 (25 лет)      | 12    | 0    | Сендхерст Таун      |
|   | ПЗ      | Джален Смейнс            | 29 августа 2002 (22 года) | 7     | 0    | Талладега Торнадос  |
|   | ПЗ      | Джаред Смейнс            | 26 октября 2006 (18 лет)  | 6     | 0    | Даймонд             |
|   | ПЗ      | Кейн Коннор              | 16 мая 2004 (21 год)      | 5     | 0    | Эгем Таун           |
|   | ПЗ      | Эйдан Сципио             | 3 сентября 1990 (34 года) | 5     | 0    | Роаринг Лайонз      |
|   | ПЗ      | Джордан Динс             | 30 октября 1995 (29 лет)  | 4     | 1    | Апрайзинг           |
|   | Нап     | Кемари Гамбс             | 10 марта 2008 (17 лет)    | 0     | 0    | Спартанс Интернешнл |
|   |         |                          |                           |       |      |                     |
|   | Нап     | Кайл Лейк-Брайан         | 23 октября 2001 (23 года) | 8     | 1    | Спартанс Юс         |
|   | Нап     | Ламар Карпентер          | 23 января 2004 (21 год)   | 5     | 1    | Юнайтед Селект      |
|   | Нап     | Стюарт Мюррей            | 19 января 1985 (40 лет)   | 4     | 0    | Иглз Клоу           |
|   | Нап     | Мекай Коннор             | 14 января 2008 (17 лет)   | 3     | 0    | Роаринг Лайонз      |
|   | Нап     | Рочард Грант             | 8 сентября 2006 (18 лет)  | 0     | 0    | Лаймерс             |
|   | Нап     | Джейвон Ллойд            | 20 марта 2002 (23 года)   | 0     | 0    | Аттакерс            |
|   | Нап     | Кардинаэ Ренни           | 12 октября 2007 (17 лет)  | 0     | 0    | Уэст Энд Предаторз  |